# Wikimini
Wikimini es una enciclopedia en línea para niños, gratuita, que tiene la particularidad de ser escrita colaborativamente por niños y adolescentes. Su contenido está dirigido a lectores de 8 a 13 años y está publicado bajo licencia libre, lo que permite su difusión y reutilización. Desde que se puso en línea el 1 de octubre de 2008 por el friburgués Laurent Jauquier, el sitio ha experimentando un crecimiento en aumento dentro de la comunidad francófona.
En mayo de 2011, fue nombrado Mejor sitio web y contenido en francés para niños, como parte de un concurso organizado por la Comisión Europea.
Combinando pedagogía activa y NTIC, esta wiki con gran facilidad de uso invita a los niños a trabajar juntos para construir su propia enciclopedia. Wikimini es usado en diferentes escuelas primarias y secundarias como proyecto pedagógico. El público adulto puede participar en la corrección de los textos, verificar la veracidad de la información, mejorar la ortografía e ilustrar y organizar los artículos producidos por los niños.